# Andreas Staub

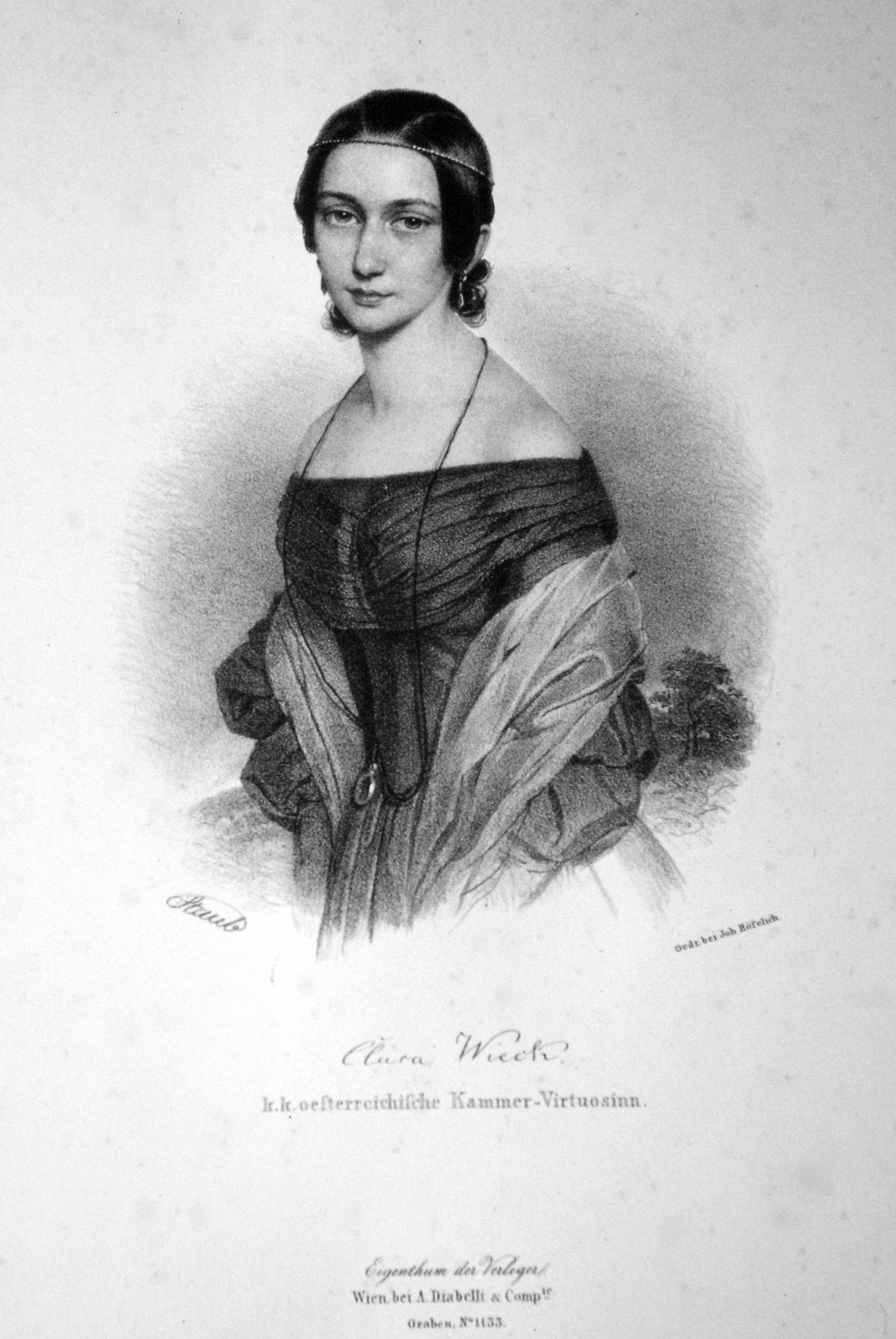
Clara Wieck-Schumann, Lithographie von Andreas Staub

Andreas Staub (* 17. Oktober 1806 in Mariakirch im Elsass; † 5. April 1839 in Wien) war ein elsässischer Aquarellmaler und Lithograf, der seit seinem Studium in Österreich wirkte.

## Leben
Über das Leben des hochbegabten Künstlers ist wenig bekannt. Er trat mit 19 Jahren als Schüler in die Wiener Kunstakademie ein und zeigte seine Aquarelle bald in Ausstellungen. Um das Jahr 1835 porträtierte er eine Reihe bekannter Persönlichkeiten wie den Klaviervirtuosen Sigismund Thalberg, die Schauspielerin Johanna Franul von Weißenthurn oder den Naturheiler Vincenz Prießnitz. Sein heute noch sehr bekanntes Porträt ist das von Clara Wieck-Schumann, das auf den 100-DM-Scheinen der vierten Serie zwischen 1990 und 2001 zu sehen war. Staub starb mit 32 Jahren durch Suizid.